# Берінжел
Берінжел (порт. Beringel; МФА: [bɨ.ɾĩ.ˈʒɛɫ]) — парафія в Португалії, у муніципалітеті Бежа. Розташована в південній частині країни, на теренах історичної португальської провінції Алентежу. Входить до складу округу Бежа. За адміністративним поділом, чинним до 1976 року, терени парафії були складовою провінції Нижнє Алентежу. Належить до Безької діоцезії Католицької церкви. Патрон — святий Стефан. Площа — 15,0444 км². Населення — 1301 ос. (2011). Слабо урбанізований регіон. Густота населення — 86,48 осіб/км²
. Код — 020503.

## Населення
| Кількість мешканців | Кількість мешканців | Кількість мешканців | Кількість мешканців | Кількість мешканців | Кількість мешканців | Кількість мешканців | Кількість мешканців | Кількість мешканців | Кількість мешканців | Кількість мешканців | Кількість мешканців | Кількість мешканців | Кількість мешканців | Кількість мешканців |
| ------------------- | ------------------- | ------------------- | ------------------- | ------------------- | ------------------- | ------------------- | ------------------- | ------------------- | ------------------- | ------------------- | ------------------- | ------------------- | ------------------- | ------------------- |
| 1864                | 1878                | 1890                | 1900                | 1911                | 1920                | 1930                | 1940                | 1950                | 1960                | 1970                | 1981                | 1991                | 2001                | 2011                |
| 2 024               | 2 351               | 2 334               | 2 478               | 2 772               | 2 995               | 3 336               | 3 744               | 3 374               | 3 554               | 2 774               | 2 763               | 1 729               | 1 525               | 1 301               |